# Свято-Введенська церква (Берислав)
Свято-Введенська церква — православний храм у місті Берислав. Перша назва — Воскресінська церква. Пам'ятка архітектури XVIII століття. Збудований у 1725 році з дуба, покрівля залізна. В 1782 році храм був переправлений козаками з Переволочанської фортеці, що на Полтавщині по Дніпру до Берислава, архієрейська грамота № 1098 про освячена видана 22 серпня 1784 року.
З 1939 по 1941 рік храм був закритий, і тільки дивом він вцілів. Його хотіли розібрати на дрова. Сьогодні культова споруда належить громаді УПЦ (МП).
Взірець школи українського сакрального будівництва.